# Keith Runcorn
Stanley Keith Runcorn (* 19. November 1922 in Southport (Lancashire); † 5. Dezember 1995 in San Diego) war ein britischer Geophysiker. Er befasste sich unter anderem mit Paläomagnetismus und fand frühe Beweise für die Plattentektonik.

## Leben
Runcorn studierte zunächst ab 1940 mit einem staatlichen Stipendium als Ingenieur an der Universität Cambridge (Gaius and Gonville College). Nach dem Abschluss 1943 arbeitete er in der Radarentwicklung (Royal Radar Establishment, RRE). 1946 wurde er Lecturer an der Manchester University, wo er sich unter dem Einfluss von P. M. S. Blackett der Geophysik (Erforschung des Erdmagnetfeldes) zuwandte, wozu Blackett ein sehr empfindliches astatisches Magnetometer konstruiert hatte. Für seine Dissertation, die 1949 unter dem Titel Investigations relating to the main geomagnetic field erschien, wies er durch Messungen in englischen Kohleminen nach, dass das Erdmagnetfeld mit der Tiefe zunahm (was die damals dominierende Dynamotheorie von Elsasser und Bullard untermauerte und gegen eine alternative Theorie von Blackett selbst sprach). 1950 wechselte Runcorn nach Cambridge und begann paläomagnetische Messungen, wie auch Blackett, der an das Imperial College gewechselt war. In Cambridge baute Runcorn eine geomagnetische Forschungsgruppe auf, die sich neben Paläomagnetismus auch zum Beispiel mit der Magnetohydrodynamik des Erdkerns und anderen Fragen befasste. 1956 wechselte er an die University of Newcastle, wo er Physikprofessor war und 1988 in den Ruhestand ging. Danach lehrte er drei Monate im Jahr an der University of Alaska in Fairbanks (als Sydney Chapman Professor of Physics).
Runcorn wurde 1995 in seinem Hotelzimmer in San Diego ermordet. Der Täter wurde später zu einer langjährigen Gefängnisstrafe verurteilt.

## Werk
Keith Runcorn war der Erste, der Hinweise auf periodische Umpolungen des Erdmagnetfeldes fand (diese selbst wurden um 1905 von Bernard Brunhes in Frankreich entdeckt).
Runcorns Untersuchungen der Wanderung der Pole aus paläomagnetischen Messungen in den 1950er Jahren waren eine frühe Unterstützung für die Kontinentalverschiebungstheorie von Alfred Wegener, die lange mit Skepsis betrachtet worden war. Deutliche Hinweise aus den Abweichungen der Polwanderungskurven, die sich aus dem Vergleich aus Gesteinen in Nordamerika und Europa ergaben, erhielt er 1956. Das wurde in der Folge durch Daten von anderen Kontinenten von Runcorns Gruppe bestätigt, woran auch Blacketts Gruppe (der aber erst 1960 öffentlich für die Kontinentalverschiebung eintrat, aber schon seit Anfang der 1950er Jahre Anhänger der Theorie war) beteiligt war. Runcorn hatte damals Widerstände zu überwinden, zum Beispiel gab es hitzige Debatten mit Gegnern der Kontinentalverschiebung wie dem US-amerikanischen Paläomagnetologen John Graham. Etwa gleichzeitig (1956) mit Runcorn fand auch Edward A. Irving (1927–2014) aus Blacketts Gruppe aus paläomagnetischen Messungen von Gesteinen in Schottland frühe Hinweise auf die Kontinentalverschiebung.
Mitte der 1960er Jahre begann er sein Interessensgebiet auf die bei der Apollo-Mission zurückgebrachten Mondgesteinsproben zu verlagern, untersuchte deren magnetische Eigenschaften und kam zu der Schlussfolgerung, dass der Mond in der Vergangenheit ein Magnetfeld gehabt haben musste. Kleine magnetische Anomalien, die Satelliten beim Mond beobachteten interpretierte er als Relikte älterer Magnetisierungen verbunden mit einer Polwanderung des früher existierenden Mondmagnetfeldes aufgrund von Impakten. Er befasste sich auch mit Konvektion und Magnetfeldentstehung in anderen Planeten.
Er befasste sich auch zum Beispiel mit der Bestimmung von Windrichtungen aus alten Sedimentgesteinen, dem Einfluss von Erdbeben auf die Magnetpolwanderung, Variationen der Tageslänge aus Korallen-Fossilien, Bestimmung von Erdströmen aus aufgegebenen Kabelverlegungen im Pazifik, Ursachen von Polaritätsereignissen.
1995 erhielt er die Emil-Wiechert-Medaille, 1984 die Goldmedaille der Royal Astronomical Society, 1987 die Alfred Wegener Medal der European Geophysical Union, 1969 den Chree Medal and Prize des Institute of Physics, die John Adam Fleming Medal der American Geophysical Union (1983), den Vetlesen-Preis der Columbia University und den Napier Shaw Prize der Royal Meteorological Society (1959).
1965 wurde er Fellow der Royal Society und 1980 der Indian National Academy of Science sowie der päpstlichen Akademie der Wissenschaften (wobei er zur offiziellen päpstlichen Rehabilitation von Galileo Galilei beitrug). Er war Ehrenmitglied der niederländischen, norwegischen und bayrischen Akademie der Wissenschaften (1990) sowie der Royal Society of New South Wales.
1991 bis 1993 war er im wissenschaftlichen Komitee für das Projekt Biosphere II in Arizona.
Der Asteroid (4570) Runcorn wurde nach ihm benannt. Ebenso ist er Namensgeber für den Runcorn-Gletscher in der Antarktis.

## Schriften
- Herausgeber mit L. H. Ahrens, K. Rankama: Physics and chemistry of the Earth, 1956
- Herausgeber: Methods and techniques in geophysics, 1966
- Herausgeber: Continental drift, Academic Press 1962
- Herausgeber: International dictionary of geophysics: seismology, geomagnetism, aeronomy, oceanography, geodesy, gravity, marine geophysics, meteorology, the earth as a planet and its evolution, 1967
- Herausgeber Mantles of the earth and terrestrial planets, NATO Advanced Study Institute, 1967
- Herausgeber mit D. W. Collinson, K. M. Creer: Methods in palaeomagnetism: Proceedings of the NATO Advanced Study Institute on Palaeomagnetic Methods, 1967
- Herausgeber: Palaeogeophysics, NATO Advanced Study Institute, 1970
- Herausgeber: Earth Sciences, 3 Bände, Barking, 1971, Applied Science Publishers
- Herausgeber mit Harold C. Urey: The moon, IAU Symposium on the Moon (Newcastle 1971), Reidel, Dordrecht 1972
- Herausgeber mit D. H. Tarling: Implications of continental drift to the earth sciences, NATO Advanced Study Institute, 1973
- Herausgeber mit P. A. Davies Mechanisms of continental drift and plate tectonics, 1980
- Herausgeber: The Physics of the planets : their origin, evolution, and structure, 1987
- The Earth´s Magnetism, Scientific American, September 1955